# Санта-Елена (провінція)
Санта-Елена (ісп. Santa Elena) — одна з провінцій Еквадору. Розташована у західній, прибережній частині країни, в Прибережному регіоні.

## Історія
Провінцію було створено 7 листопада 2007 року шляхом виділення території з провінції Гуаяс. Поряд із Санто-Домінго-де-лос-Цачилас є однією з двох наймолодших провінцій країни.

## Адміністративний поділ

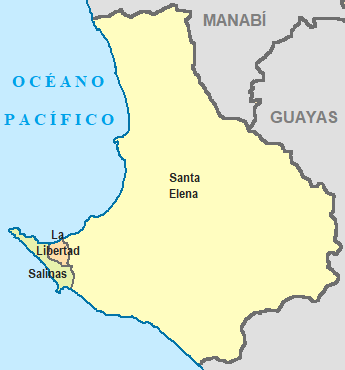
Кантони провінції Санта-Елена

Провінція поділяється на 3 кантони:
| № | Прапор | Кантон      | Населення, осіб (2010) | Адміністративний центр |
| - | ------ | ----------- | ---------------------- | ---------------------- |
| 1 |        | Ла-Лібертад | 95 942                 | Ла-Лібертад            |
| 2 |        | Салінас     | 68 675                 | Салінас                |
| 3 |        | Санта-Елена | 144 076                | Санта-Елена            |